# Simri (Simeoniter)
Zimri (hebräisch זִמְרִי, auch Simri), Sohn von Salu, war ein führender Mann aus dem Stamm Simeon zur Zeit der im Alten Testament beschriebenen Wanderung des jüdischen Volkes durch die Wüste. In einer Zeit der Plage widersetzte er sich offen den Anweisungen von Moses, insbesondere den Umgang mit midianitischen Frauen betreffend (Numeri 25,6-15 ).
Ein religiöser Eiferer, Pinchas, durchbohrte Zimri und seine Geliebte Kosbi, Tochter eines führenden Midianiters, mit einem Spieß. Die Plage, in der die Israeliten eine Strafe für Hurerei und Götzendienst vermuteten, endete nach der Bluttat. In der Folge wurde Zimris Beziehung zu Kosbi gewöhnlich als verwerflich angesehen und der Tod als eine gerechte Strafe für Zimris sexuelle Provokation. Allerdings wurde bezweifelt, ob die Ermordung überhaupt auf ein sexuelles Vergehen bezogen werden kann, wenn Zimri und Kosbi als Seelenverwandte, den anerkannten Gesetzen zum Trotz, einen göttlichen Willen verwirklichen. Pinchas Tat wird in 1 Makk 2,26  aufgegriffen als Beispiel für «gerechten Zorn» und «leidenschaftlichen Eifer».
Der Ermordung von Zimri und Kosbi folgte ein Vernichtungsfeldzug gegen die Midianiter. Gefangene Frauen mit sexueller Erfahrung wurden von Moses zu todeswürdigen Verführerinnen erklärt, sexuell unerfahrene Frauen zu heiratsfähiger Kriegsbeute.